# Чобань
Чобань, Чобані (рум. Ciobani) — село у повіті Арджеш в Румунії. Входить до складу комуни Хирсешть.
Село розташоване на відстані 105 км на захід від Бухареста, 40 км на південь від Пітешть, 78 км на схід від Крайови, 144 км на південний захід від Брашова.

## Населення
За даними перепису населення 2002 року у селі проживали 450 осіб. Усі жителі села рідною мовою назвали румунську.
Національний склад населення села:
| Національність | Кількість осіб | Відсоток |
| -------------- | -------------- | -------- |
| румуни         | 440            | 97,8%    |
| цигани         | 10             | 2,2%     |